# Ranunculus uryuensis
Ranunculus uryuensis är en ranunkelväxtart som beskrevs av Yuichi Kadota. Ranunculus uryuensis ingår i släktet ranunkler, och familjen ranunkelväxter. Inga underarter finns listade i Catalogue of Life.